# Chthonerpeton viviparum
Chthonerpeton viviparum és una espècie d'amfibi Gimnofió de la família Typhlonectidaeendèmica del Brasil que habita en boscos temperats, rius, pantans, llacs d'aigua dolça, aiguamolls d'aigua dolça, cursos intermitents d'aigua dolça, pastures, zones d'irrigació, terres agrícoles inundades en algunes estacions i canals i dics.